# Ceroplastes hololeucus
Ceroplastes hololeucus är en insektsart som beskrevs av De Lotto 1969. Ceroplastes hololeucus ingår i släktet Ceroplastes och familjen skålsköldlöss.
Artens utbredningsområde är Angola. Inga underarter finns listade i Catalogue of Life.